# David Musuguri
David B. Musuguri ou David Msuguri (Butiama, 4 de janeiro de 1920 – Mwanza, 29 de outubro de 2024) foi um soldado tanzaniano e oficial militar que serviu como Chefe da Força de Defesa Popular da Tanzânia de 1980 até 1988.

## Biografia
David Musuguri nasceu em 4 de janeiro de 1923. Em 1938, ele foi submetido a bhakisero, um tradicional ritual de passagem para homens Zanaki, envolvendo a transformação dos incisivos superiores em formas triangulares.

### Carreira militar
Em 1942, Musugiri alistou-se nos King's African Rifles (KAR), tendo depois servido com eles em Madagascar. Ele começou como um soldado. Em 1957, o governo britânico introduziu o grau de effendi no KAR, que foi concedido a oficiais não comissionados africanos de alto desempenho e oficiais de mandato (não era uma classificação oficial verdadeira). Musuguri recebeu o posto. Em dezembro de 1961, Tanganica tornou-se um estado soberano e várias unidades do KAR foram transferidas para os recém-formados Rifles Tanganica. O grau de effendi foi logo de seguida abandonado, e em 1962 Musuguri foi promovido a tenente. Durante o motim de fuzilamentos de Tanganica em janeiro de 1964 Musuguri estava estacionado em Tabora. Tropas rebeldes, tentando remover e substituir os seus oficiais britânicos, declararam-no major.
Musuguri acabou por subir ao posto de brigadeiro. Em 1979 ele foi promovido a major general e recebeu o comando da 20ª Divisão da Força de Defesa Popular da Tanzânia (TPDF), uma força que havia sido reunida para invadir o Uganda após a eclosão da Guerra Uganda-Tanzânia em 1978. Em 1980, Musuguri foi nomeado chefe do TPDF. Em 30 de dezembro, o presidente Julius Nyerere promoveu-o ao tenente-general.  Em 7 de fevereiro de 1981, o presidente ugandense, Milton Obote, deu a Musuguri duas lanças em homenagem à "sua acção galante na Batalha de Lukaya".  Durante o seu mandato, ele foi acusado de encorajar o favoritismo étnico nas forças armadas. Ele se opôs à retirada das tropas tanzanianas de Uganda em 1981, alegando que o país ainda não havia construído uma força armada confiável, mas Nyerere rejeitou a proposta. A sua aposentadoria foi anunciada em 31 de agosto de 1988.

### Aposentadoria
Após da sua aposentadoria, Musuguri mudou-se para a área perto da cidade de Butiama. Em 2002, ele endossou a criação de uma federação da África Oriental entre a Tanzânia, Uganda e Quénia.